# Femtocell
Pour les articles homonymes, voir HNB.
Dans le  monde des télécommunications mobiles, une femtocell ou Femtocellule (de femto — préfixe soulignant la très faible taille —, et cellule), appelée aussi « HNB » (Home Node B) ou « HeNB » (Home eNode B) dans les normes 3GPP, est un élément de base d'un réseau cellulaire de téléphonie mobile, de faible puissance, prévu pour offrir une couverture radio limitée et souvent destinée à un usage résidentiel ou en entreprise. 
Elle se connecte au réseau de l’opérateur de téléphonie mobile via une connexion Internet à haut débit (par un routeur câble, xDSL ou fibre optique, etc.) et peut, selon les modèles, supporter 4 à 8 communications ou accès à Internet simultanés (voix et données).

## Utilisations

Réseau 3G UMTS incluant les femtocells (HNB dans le dessin) et les passerelles "femto gateway" assurant la connexion au "cœur de réseau".

En pratique, la femtocell peut être localisée dans ou à côté des Box des abonnés à internet.
Elle permet dans ce cas de faire converger les réseaux fixe et mobile pour améliorer la couverture indoor des réseaux de téléphonie mobile et d'utiliser son téléphone cellulaire à domicile, via une ligne fixe (voir VOIP).
Certains opérateurs peuvent proposer des adaptateurs femtocell en tant que module additionnel intégré dans un logement PC-Card du routeur xDSL (ou fibre optique) ou dans une clé USB connectée au routeur. Des modèles existent qui établissent la liaison Internet via le réseau Wi-Fi local, mais les solutions les plus simples à mettre en œuvre sont constituées d'un boitier antenne séparé connecté au routeur par un câble Ethernet (RJ45).
Les boîtiers femtocell sont généralement accessibles par les téléphones mobiles 3G (normes UMTS en Europe, CDMA aux États-Unis, TD-SCDMA en Chine), et 3G+ (HSDPA par exemple), mais généralement pas en 2G (GSM, GPRS), sauf dans les pays ou régions où l’accès 3G n’est pas encore disponible. Les femtocells n'étaient pas encore (début 2013) compatibles avec les réseaux et les smartphones 4G (LTE et WiMAX) ; Les premiers modèles compatibles 4G commencent à être disponibles chez certains opérateurs mobiles depuis fin 2015.
En 2012, 33 % du trafic mobile total de données passait par des hotspots femtocell ou Wi-Fi, d'après Cisco Systems. Les initiatives de réseaux communautaires ont échoué au profit de ceux des grands opérateurs.

## Installation
La femtocell est prête à l'emploi et ne nécessite ni installations spécifiques ni de connaissances techniques  : n'importe quel usager peut donc l'installer chez lui.
La plupart des opérateurs mobiles imposent que l'utilisateur déclare les numéros des téléphones mobiles autorisés à se connecter à la femtocell, généralement via l'interface web fournie par l'opérateur. Les femtocells peuvent aussi être accessibles à l'ensemble des abonnés de l'opérateur, c'était par exemple le cas de celles des abonnés français de Free Mobile.
Lorsque les téléphones mobiles déclarés se trouvent dans la zone de couverture du femtocell, ils passent automatiquement de l'antenne macro-cellulaire (réseau extérieur) à celle du Femtocell.
De même, lorsque l'utilisateur quitte la zone de couverture de la Femtocell, son téléphone retrouve sans coupure le réseau macro-cellulaire.
Une fois installées dans un lieu donné, la plupart des Femtocells disposent d'un mécanisme de protection qui avertit l'opérateur de tout changement de localisation. Il appartient à ces mêmes opérateurs de donner ou non la possibilité à une Femtocell de fonctionner dans plusieurs endroits différents.
Les changements de lieux sont cependant impossibles au niveau international, la Femtocell transmettant des fréquences agréées qui appartiennent aux opérateurs réseaux des différents pays.

## Bénéfices
Les principaux bénéfices pour l'utilisateur sont les suivants : 
- une couverture plus performante dans des zones où le signal de l'antenne-relais est faible ou inexistant ;
- pour les entreprises, l'utilisation d'une femtocell à la place d'un téléphone DECT ou Wi-Fi leur permet de disposer d'un téléphone mobile unique (et donc d'une liste de contact unique, etc.) ;
- une plus grande capacité données mobiles, utile pour les usagers qui utilisent l'accès internet sur leur téléphone ou smartphone (moins utile pour la plupart des abonnés qui ont aussi accès à un réseau Wi-Fi là où la femtocell est installée) ;
- selon les différentes politiques tarifaires des opérateurs, des tarifications spéciales peuvent être appliquées pour les appels effectués via le réseau femtocell ;
- une augmentation de l'autonomie de la batterie du terminal (téléphone) grâce au plus faible niveau d'émission du téléphone mobile ;
- une diminution du rayonnement électromagnétique du téléphone (en émission), car il est beaucoup plus proche de l'antenne de la femtocell que de celles des antennes-relais classiques (Node B ou eNode B)[5],[6] ; il peut ainsi émettre avec une puissance beaucoup plus faible ;
- comparé à une box seulement Wi-Fi, la femtocell a l’avantage de permettre la réception des appels téléphoniques et des SMS/MMS destinés au numéro de mobile de l’abonné ; l’appel entrant se déroule comme s’il venait du réseau mobile principal.

## Inconvénients
Les principaux inconvénients pour un usager sont les suivants : 
- un rayonnement électromagnétique (émetteur) supplémentaire dans un environnement domestique qui s'ajoute aux éventuels dispositifs et réseaux existants (ex : GSM, Wi-Fi, DECT, Airwave, etc.) générant une pollution électromagnétique HF additionnelle dans une habitation ;
- des risques concernant la confidentialité des communications privées, mais toutefois plus faibles qu'en Wi-Fi grâce à l'authentification permise par la carte SIM ;
- l'absence de contrôle du dispositif (pas d'interface web, pas de visibilité de l'activité de l'appareil en dehors de quelques diodes, pas ou peu de boutons) par l'usager, dès lors qu'il est installé ;
- risques d'interférences électromagnétiques avec les dispositifs de communication numérique déjà existants dans les mêmes gammes d'hyperfréquences[7] ;
- localisation géographique (géolocalisation) immédiate facilitée de l'usager ;
- la consommation électrique de la box est à la charge du foyer ou de la société.

## Limitations et difficultés techniques
Les normes de réseau mobile diffèrent selon les pays et selon les plans de fréquences dont disposent les opérateurs : en effet, le risque existe qu’un point d’accès femtocell entre en concurrence et produise des interférences avec les points d’accès publics de l’opérateur mobile, au-delà du seul domicile de l’utilisateur équipé. De plus les opérateurs sont souvent limités par les bandes de fréquence qui leur ont été attribuées. La configuration interne de l’adaptateur est aussi spécifique au réseau mobile pour lequel il a été conçu, les premiers adaptateurs vendus par les opérateurs mobiles ne supportant pas la portabilité vers d’autres opérateurs mobiles.
Différentes solutions sont envisagées pour réduire ou prévenir les risques d'interférences avec les réseaux publics, de même que différents scénarios dans le cas de cohabitation avec d’autres moyens d’accès à la téléphonie mobile (notamment en Wi-Fi pour les terminaux mobiles capables d’utiliser les deux technologies : réseau mobile public et accès Wi-Fi privé). Certains opérateurs disposent de plans de fréquences (porteuses) distincts pour le déploiement massif de points d’accès femtocell, et utilisent des fréquences et des codes d'identifications (MNC) différents de ceux du réseau mobile principal, sous réserve de compatibilité des terminaux (terminaux « multibandes »).
Les premiers essais avaient été faits afin d’assurer la compatibilité avec les terminaux mobiles mono-bande, donc avec partage du plan de fréquence (voir par exemple : les fréquences 3G), mais au prix d’une gestion complexe du point d’accès femtocell directement par l’opérateur mobile afin qu’il se coordonne avec les cellules d’accès voisines du réseau mobile public. Cela impose alors que les points d’accès femtocell déployés le soient à des emplacements géographiques bien déterminés, mais aussi cela ne facilite pas l’interopérabilité avec les macrocellules déployées dans la même zone géographique, puisque l’opérateur mobile devrait pouvoir gérer directement l’adaptateur femtocell afin de régler l’utilisation du spectre, tant en fréquences qu’en puissance émise.
Mais un autre problème apparaît car les technologies des réseaux mobiles imposent le partage du spectre de fréquences en fonction de paramètres temporels : il est nécessaire de pouvoir disposer d’horloges suffisamment précises, ce qui n’est possible que si l’accès internet sous-jacent permet de maintenir les horloges avec une précision suffisante ; pour ces raisons, les adaptateurs femtocell peuvent ne pas être compatibles avec les fournisseurs d’accès Internet (ou les box) qui ne garantissent pas une précision d'horloge suffisante. Sur les réseaux mobiles publics classique, la précision demandée à ces horloges est voisine de 50 ns (afin de limiter l’impact des collisions qui pourraient réduire considérablement l’efficacité des algorithmes de partage de spectre), alors que nombre d’accès Internet ne permettent pas de maintenir une précision à moins de 250 ns.
Pour éviter de tels problèmes, les opérateurs de réseaux mobiles travaillent avec les fournisseurs d’accès Internet afin que ceux-ci puissent intégrer dans leur réseau des références de temps fiables autrement que par les services Internet NTP qui peut présenter des temps de réponse instables et non garantis (par exemple avec le nouveau protocole « PTP »). De même il est nécessaire que les fournisseurs d’accès Internet mettent en place un plan de qualité de service (QoS) dans leur routeurs IP afin de gérer les priorités et garantir les fonctionnalités nécessaires à l’exploitation d’un réseau d’accès mobile partagé par de nombreux terminaux dans le même voisinage que les micro-cellules femtocell.
La technologie femtocell est, en 2013, au stade de la commercialisation, restreinte à certains opérateurs et sans interopérabilité garantie. Les travaux permettant leur convergence complète sont l’objet de normalisations par l'organisme 3GPP ; ils sont terminés pour les normes 3G et sont encore en cours pour les normes 4G LTE.
En raison de la limitation de la bande passante Internet utilisable par les adaptateurs femtocell, et de contraintes sur le tunnel virtuel sécurisé établi sur la liaison xDSL/Internet vers le réseau de l’opérateur mobile, il n’est généralement pas possible (sauf chez de rares opérateurs) aux téléphones mobiles dans le voisinage d’utiliser l’accès femtocell sans une déclaration et association préalable des mobiles autorisés (identifiés par les clés contenues dans leur carte SIM, comme le code IMSI).
La facturation du service est faite par l’opérateur du réseau mobile, sur la facture relative au téléphone mobile utilisé, généralement au même prix que pour l’accès au réseau public de l’opérateur mobile. Aucuns frais supplémentaires ne sont ajoutés par le fournisseur d’accès Internet (qui ne fait que véhiculer une session sécurisée), mais des restrictions de configuration du routeur d’accès Internet peuvent empêcher l’adaptateur femtocell de fonctionner et de se connecter correctement via Internet au réseau de l’opérateur mobile.
Pour des raisons de sécurité ou pour des raisons légales, l’adaptateur femtocell utilisé peut être restreint à une utilisation depuis un emplacement géographique fixe, l’opérateur interdisant alors de connecter l’adaptateur femtocell depuis une autre adresse que le domicile.
L’utilisation d’adaptateurs femtocell peut aussi être réalisée dans le cadre de réseaux privés dans les entreprises afin de ne pas utiliser le réseau itinérant des opérateurs mobiles. Une telle configuration nécessite des terminaux mobiles contenant une carte SIM destinée à l’utilisation de ce réseau privé, les communications étant alors acheminées et facturées dans le cadre d’offres d’accès « convergents » prenant en compte la totalité des besoins de communications de voix et de données. Un tel réseau privé permet alors de remplacer les téléphones fixes avec les mêmes avantages que ceux offerts par les PABX traditionnels.

## Constructeurs
- NEC avait été choisi[9] par SFR en 2008 pour fabriquer la première génération de « SFR Femto ».
- Ubiquisys[10] associé à NSN pour les « Femto-Gateways », fournit en 2012 la troisième génération des boîtiers Femto de SFR.
- Le constructeur français Bewan[11] (groupe Pace) propose aussi des iBox FemtoCell.
- Alcatel-Lucent a fourni Bouygues Telecom et Orange en adaptateurs Femtocell 3G[12].
- Le fabricant taïwanais Arcadyan[13] avait été choisi pour fournir les adaptateurs Femtocell de Free Mobile[14].